# Ubud
Ubud je mesto na indonezijskem otoku Bali, v distriktu Ubud. Leži med riževimi polji in strmimi grapami v pokrajini (regency) Gianyar. Ena izmed najpomembnejših gospodarskih dejavnosti mesta je turizem. V mestu živi okoli 30.000 prebivalcev in je v zadnjem času težko ločiti med samim mestom in okoliškimi vasmi z riževimi polji in gozdovi.

## Zgodovina
Legenda iz osmega stoletja pravi, da je javanski duhovnik, Rsi Markendya, meditiral na sotočju dveh rek, kar je za Hindujce zelo navdihujoče. Meditiral je na kraju Campuan nad današnjim Ubudom in je tukaj nato, v dolini ustanovil Gunung Lebah tempelj. Ta tempelj je še vedno cilj romarjev in domačinov.
Mesto je dobilo ime po balijski besedi "ubud", kar pomeni medicina. Do tega poimenovanja je prišlo, ker je mesto bilo prvotni vir zdravilnih rastlin in zelišč.
V poznem devetnajstem stoletju Ubud postane sedež fevdalnih gospodov, ki so obljubili zvestobo kralju Gianyara, v tem času ene najmočnejših južnobalijskih držav. Gospodarji so bili pripadniki balijske kšatrije Sukawati in so bili pomembni podporniki vaških umetnostnih dogodkov. Po prihodu Walterja Spiesa (1895-1942), nemškega slikarja rojenega v Rusiji, ki je poučeval slikarstvo, glasbo in plesno umetnost se je na Baliju začel razvijati turizem. Spies in nizozemska slikarja Willem Hofker in Rudolf Bonnet (1895-1978) so pripravljali zabave in praznovanja, katerih so se udeleževali tudi največji umetniki tistega čas, kot Charlie Chaplin, Barbara Hutton, H.G.Wells, Vicki Baum in Noël Coward. Ti so poučevali in usposabljali umetnike iz celega otoka, tako da je Ubud postal kulturno središče otoka.
Nov izbruh umetniške energije se je zgodil po letu 1960, po prihodu nizozemskega slikarja Ariea Smita (1916-2016), ki je do svoje smrti živel na Baliju. Takrat se je razvilo veliko novih umetniških gibanj.
Balijski turistični boom v poznih šestdesetih letih dvajsetega stoletja je močno razvil mesto, ki pa je še vedno ostalo predvsem središče umetniškega ustvarjanja.

## Ulice
Glavna ulica v Ubudu se imenuje Jalan Raya Ubud (Jalan Raya pomeni glavna ulica), ki poteka skozi središče mesta of vzhoda proti zahodu. Dve dolgi cesti, imenovani Jalan Monkey Forest in Jalan Hanoman potekata od Jalan Raya Ubud proti južnemu delu mesta.

## Znamenite zgradbe
Puri Saren Agung je velika palača, ki leži na presečišču Jalan Raye Ubud in Monkey Forest ulic. To je bila rezidenca zadnjega vladajočega monarha Ubuda, Tjokorda Gede Agung Sukawatija (1910-1978). Palača je še vedno v lasti kraljeve družine. Plesne predstave in slovestnosti se še vedno odvijajo v dvorišču palače. Sama palača je bila tudi eden izmed prvih hotelov v Ubudu.
V mestu in okolici so številni hindujski templji, kot so Pura Desa Ubud, ki je glavni tempelj, Pura Taman Saraswati in Pura Dalem Agung Padangtegal, tempelj smrti. Gunang Kawi tempelj je mesto kraljevih grobnic. Goa Gajah tempelj, znan tudi kot slonja jama ali slonji tempelj se nahaja izven mesta, v strmi dolini, v bližini mesta Bedulu.
V bližini Pejenga je tempelj posvečen svetemu izviru vode. V templju je največji posamični izvir vode v obliki bobna izdelan iz brona. Izdelan je že 300 let pred našim štetjem in je danes poleg romarjev, ki se pridejo okopati v sveti vodi, tudi cilj številnih tujih turistov. Na vodnjaku je možno videti tudi starodavne simbole sreče, imenovane svastika, ki jih je pozneje zlorabil nemški nacizem.

## Gospodarstvo
Gospodarstvo Ubuda je zelo odvisno od turizma, ki se osredotoča na kulturo, jogo in naravo. V nasprotju z glavnim turističnim delom otoka Bali, ima Ubud gozdove, reke, nižje temperature in manj prometnih zastojev, čeprav se je promet v 21. stoletju močno povečal. V mestu je veliko hotelov, večjih ali butičnih, ki so izhodiščne točke za obiske gora. V  Ubudu ponujajo tudi zdravilišča in kopališča. Kmetje se poleg pridelave riža ukvarjajo tudi s pridelavo sadeža durian.

## Promet
Ubud je povezan s cesto z Denpasarjem, glavnim mestom otoka in turističnimi točkami na jugu Balija, z naselji Kuta, Denpasar, Legian, Seminjak, Tuban, Jimbaran. Mesto je povezano tudi z mednarodnim letališčem v Denpasarju, ki je drugo največje indonezijsko letališče.

## Kultura
Mesto z okolico ima številne umetnostne muzeje, kot so Renaissance Museum Blanco, Lukisan muzej Puri, Art Museum Neka in Agung Rai Museum of Art. V bližini mesta je tudi muzej Rudana v Peliatanu.
Tek Tok je tradicionalen balijski ples, ki ga spremlja glasbeni zvok ust imenovan "Tek Tok", združen z različnimi kombinacijami gibanja telesa in drugih zvokov. Tek Tok plesna zgodba je vzeta iz Mahabharata. Vojna med pravičnostjo in zlom  je postala del filozofije življenja, ki nikoli ni končana. Zgodba "Draupadi Parva" v Tek Tok plesu daje moralno sporočilo, ko ženska, ki pooseblja vrednote potrpljenja, žrtvovanja, sočutja, predanosti in svete iskrenosti tega ne spoštuje, potem bodo nesreče in katastrofe doletele kraljestvo ali državo. Ta zgodba daje tudi sporočilo, da bodo resnica, krepost, predanost in resnično sočutje vedno zaščitene z Bogom. Plesna predstava Tek Tok redno potekala v Bali Culture Center (BCC) Ubud, štirikrat tedensko.

## Narava
Monkey Forest je naravni park, v katerem prosto živijo makak opice (Macaca fascicularis), ki se hranijo z raki. Nahaja se na južnem koncu Jalan Monkey Forest. V parku je tempelj smrti in začasne grobnice umrlih. V njih pokopavajo umrle, pred dokončnim, skupnim kremairanjem umrlih, kakor narekuje hinduizem.
Campuhan greben je hrib, od koder vidimo sotočje dveh rek, Tukad Yeh Wos Kiwa in Tukad Yeh Wos Tengen. Tu je zgrajena približno 2 km dolga, meter široka tlakovana pot do vrha hriba.
V okolici mesta, na jugu proti Denpasarju se nahajata dva velika živalska vrtova. V prvem so predstavljene predvsem azijske živali, s poudarkom na avtohtonih indonezijskih vrstah. Drugi živalski vrt pa predstavlja različne vrste ptic, predvsem iz vzhodno azijskega in avstralskega področja. V bližni je tudi manjši živalski vrt z razstavljenimi plazilci.